# Kalininův důl (Ukrajina)
Kalininův důl je černouhelný důl pojmenovaný podle sovětského politika Michaila Kalinina, který se nachází na jichovýchodě Ukrajiny v Doněcké oblasti. Důl byl otevřen v roce 1963. Společnost Donetsk Coal Energy Company vlastnila důl k roku 2001. Celkový odhad důlní kapacity činil 14,9 milionů tun uhlí. Horníci měli vytěžit z dolu denně v průměru 427 tisíc tun uhlí.